# Кремно (озеро)
Кремно — озеро на юго-западе Тверской области, расположено на территории Нелидовского района. Принадлежит бассейну Межи.
Находится в 18 километрах к юго-западу от города Нелидово. Лежит на высоте 174 метра над уровнем моря.
Озеро имеет округлую форму. Длина с севера на юг около 0,95 км, ширина до 0,92 км. Площадь водного зеркала — 0,6 км². Протяжённость береговой линии — более 3 км.
Через озеро протекает река Куровка (Кремянка), правый приток Межи. Окружено болотом, населённых пунктов на берегах нет. К востоку находится озеро Четвёртое.